# Riccardo Nielsen
Riccardo Nielsen (Bologna, 1908 – Ferrara, 1982) è stato un musicologo e compositore italiano.
Fu allievo del musicologo e compositore Carlo Gatti, presso il Conservatorio di Milano. Le sue opere, dapprima ispirate al neoclassicismo di Igor' Fëdorovič Stravinskij furono successivamente influenzate dalla musica seriale di Arnold Schönberg. 

## Composizioni principali
- Sinfonia concertante (1931) per pianoforte e orchestra
- 99º Salmo (1941) per coro e quattro pianoforti
- Incubo (1948 al Teatro La Fenice di Venezia diretto da Guido Cantelli con Piero Guelfi) monodramma
- La via di Colombo (1953) opera radiofonica con cui vinse il Premio Italia